# Wolfmare
Wolfmare — российская метал-группа, сочетающая в своей музыке элементы pagan metal, folk metal и heavy metal.

## История

### Начало (2000—2004)
История группы берёт своё начало после ухода Дмитрия Петраса из группы Llanfair P.G. в 2000 году. Вместе с Андреем Соколовым, пишущим тексты, и вокалистом Rob McReddin (Алексей Редин) было решено создать новый музыкальный проект, получивший название Wolfsangel. Летом 2001 года участники начали записывать накопившийся музыкальный материал и в январе 2002 года был уже готов для исполнения. В январе того же года к проекту присоединилась клавишница Raynach, а в июле барабанщик Алексей Евдокимов. Немногим позже нашёлся и гитарист Фёдор Наумов. После укомплектования концертного состава последовали, собственно, концерты, в том числе с Seducer's Embrace и на фестивале Русская рулетка. В составе также появился ещё один гитарист Кирилл Батурин.

### «Widdershins», концерты и турне (2004—2006)
Отыграв ещё несколько концертов и сменив гитариста Кирилла Батурина на Станислава Матвеева в 2004 году стараниями лейбла ФОНО группа разродилась дебютным альбомом Widdershins, который вышел 10 июня. Уже 19 июня была организована презентация альбома в клубе «Арктика» совместно с Stalwart и Hieronymus Bosch. В декабре этого же года в группе появляется женский вокал, носителем которого является Татьяна Фролова.
28 мая 2005 года Wolfsangel становятся лауреатом премии «Metalheart 2005» за лучший альбом года «Widdershins». Далее группе удаётся выступить с Moonsorrow и Korpiklaani, а также отправиться в турне с Cruachan.

### «Whitemare Rhymes», смена имени (2006—2009)
Летом 2006 года группа начинает запись второго альбома «Whitemare Rhymes». Запись проходила в самых различных студиях Санкт-Петербурга. К записи были привлечены Кит Фей и Карен Гиллиган из Cruachan. В сентябре 2007 года Wolfsangel сменяют название на Wolfmare и в 2008 году, уже под этим названием, выпускают 4 апреля на лейбле CCP Records второй альбом.
28 сентября 2008 года в группу приходит мульти-инструменталист Роман Белоцерковский.
29 января 2009 года из группы уходит Алексей Редин, а место вокалиста занимает Руслан «James» Анисимов.

### «Hand of Glory» (2009—2010)
29 июля 2009 года из группы уходит Роман Белоцерковский.
26 октября 2009 года группа официально объявила о начале работы над третьим альбомом.
22 марта 2010 года запись альбома была завершена.
В конце сентября 2010 года ожидается выпуск нового альбома «Hand of Glory» на CCP Records.

## Состав

### Текущий состав
- Дмитрий Петрас — бас, вокал
- Яна Никулина — клавишные, вокал
- Станислав Матвеев — гитара
- Максим Знаевский — ударные, перкуссия
- Руслан Анисимов — вокал (также Seducer's Embrace)
- Люба Маслова — вокал, виолончель
- Максим Жупиков — скрипка

### Бывшие участники
- Алексей Редин — вокал (июнь 2002 — ноябрь 2008)
- Дмитрий Яковлев — волынка, вистлы, мандолина и перкуссия (июнь 2005 — сентябрь 2008)
- Таня Фролова — вокал (август 2004 — октябрь 2006)
- Влад Варнавский — гитара (октябрь 2005 — июнь 2006)
- Алексей Евдокимов — ударные (июнь 2002 — август 2004)
- Федор Наумов — гитара (август 2002 — июнь 2004)
- Кирилл Батурин — гитара (январь 2003 — ноябрь 2003)
- FH — гитара (сентябрь 2002 — ноябрь 2002)
- Роман Белоцерковский — шотландская волынка, диджериду, живой аккордеон, кельтская арфа (28 сентября 2008 — 29 июля 2009)
- Андрей Соколов - тексты, бэк-вокал (2002 - умер в 2021)

## Дискография

### Как Wolfsangel
- 2004 — Widdershins (ФОНО)

### Как Wolfmare
- 2008 — Whitemare Rhymes (CCP Records)
- 2010 — Hand Of Glory (CCP Records)
- 2013 — The Sacred Mushroom and the Crows (Sound Age Productions)